# Račice - Račički potok
Račice - Račički potok este o arie protejată (sit de importanță comunitară — SCI) din Croația întinsă pe o suprafață de 27,52 ha, integral pe uscat.

## Localizare
Centrul sitului Račice - Račički potok este situat la coordonatele 45°21′04″N 13°58′55″E / 45.351°N 13.982°E.

## Înființare
Situl Račice - Račički potok a fost declarat sit de importanță comunitară în iulie 2013 pentru a proteja 2 specii de animale.

## Biodiversitate
Situată în ecoregiunea mediteraneană, aria protejată nu include niciun habitat protejat.
La baza desemnării sitului se află mai multe specii protejate:
- amfibieni (1): Rana latastei
- nevertebrate (1): Austropotamobius pallipes